# John Dalton
John Dalton Greenup (Eaglesfield, 6 de septiembre de 1766-Mánchester, 27 de julio de 1844) fue un naturalista, químico, matemático y meteorólogo británico. Entre sus trabajos destacan el modelo atómico y su tabla de pesos relativos de los elementos, que contribuyeron a sentar las bases de la química moderna. 
También es conocido por haber descrito el daltonismo, defecto visual relativo a la percepción de los colores que padecía y que lleva su nombre.

## Biografía

### Primeros años
John Dalton nació el 6 de septiembre de 1766 en una familia cuáquera de la población de Eaglesfield, en Cumberland, Inglaterra. Hijo de un tejedor, se sabe que tuvo cinco hermanos, de los cuales sobrevivieron dos: Jonathan, mayor que Dalton, y Mary, que nació el 6 de mayo de 1756. Dalton fue enviado a una escuela donde aprendió matemáticas y destacó lo suficiente como para que, a la edad de 12 años, pudiera contribuir a la economía familiar dando clases a otros niños, primero en su casa y después en el templo cuáquero. Los ingresos eran modestos, por lo que se dedicó a trabajos agrícolas hasta que en 1781 se asoció con su hermano Jonathan, que ayudaba a uno de sus primos a llevar una escuela cuáquera en la cercana Kendal.
En su juventud Dalton estuvo muy influenciado por un prominente cuáquero de Eaglesfield llamado Elihu Robinson, competente meteorólogo además de fabricante de instrumental, que fue quien despertó su interés por las Matemáticas y la Meteorología. Durante sus años en Kendal, Dalton colaboró en el almanaque Gentlemen's and Ladies' Diaries remitiendo soluciones a problemas y preguntas y en 1787, comenzó a redactar un diario meteorológico en el que, durante los siguientes 57 años, anotó más de 200 000 observaciones. En esta época también redescubrió la teoría de circulación atmosférica ahora conocida como la célula de Hadley. La primera publicación de Dalton fue Observaciones y ensayos meteorológicos (1793), que contenía los gérmenes de varios de sus descubrimientos posteriores, aunque a pesar de ello y de la originalidad de sus explicaciones recibió escasa atención por parte de otros estudiosos. Una segunda obra de Dalton, Elementos de la gramática inglesa, se publicó en 1802. 
Alrededor de 1790 Dalton consideró la posibilidad de estudiar derecho o medicina, pero no encontró apoyo de su familia para sus proyectos —a los disidentes religiosos de la época se les impedía asistir o enseñar en universidades inglesas— por lo que permaneció en Kendal hasta que en la primavera de 1793 se trasladó a Mánchester. Gracias a la influencia de John Gough, un filósofo ciego y erudito a cuya instrucción informal Dalton debía en gran parte sus conocimientos científicos, fue nombrado profesor de Matemáticas y Filosofía Natural en la «Nueva Escuela» de Mánchester, una academia de disidentes religiosos. Conservó el puesto hasta 1800, cuando la academia enfrentó la peor situación financiera obligándolo a renunciar a su cargo y comenzar una nueva carrera en Mánchester como profesor particular.

### El Daltonismo

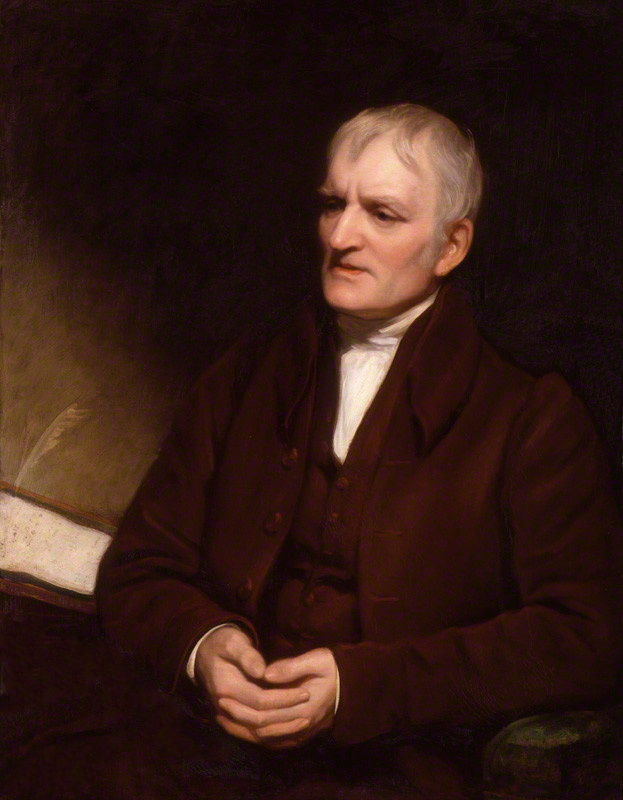
Dalton por Thomas Phillips, National Portrait Gallery, Londres (1835).

En 1794, poco después de su llegada a Mánchester, Dalton fue elegido miembro de la Sociedad Filosófica y Literaria de Mánchester, informalmente conocida como «Lit & Phil», ante la que unas semanas más tarde presentó su primer trabajo, Hechos extraordinarios relacionados con la visión de los colores, en el que postulaba que las deficiencias en la percepción del color se deben a anomalías del humor vítreo. Era la primera vez en la que no solo se describía el hecho de la falta de percepción del color en algunas personas, sino que también se daba una explicación causal al fenómeno. Aunque su teoría fue desacreditada estando él mismo en vida, la investigación profunda y metódica que realizó sobre su propio problema visual causó una impresión tal que su nombre se convirtió en el término común para designar la ceguera al color, el daltonismo. 
Dalton dejó instrucciones de que sus ojos fueran conservados, lo que ha permitido que los análisis de ADN publicados en 1995 demostraran que en realidad padecía un tipo menos común de ceguera al color, la deuteranopia, en la que faltan los conos sensibles a longitudes de onda medianas, en lugar de funcionar con una forma mutada de su pigmento, como en el tipo más común de ceguera al color. Además de los azul y púrpura del espectro, Dalton era capaz de reconocer un solo color, el amarillo, o como él mismo dice en su publicación:

Que parte de la imagen que otros llaman rojo me parece poco más que una sombra o defecto de luz. Después de eso, el naranja, amarillo y verde parecen un color que desciende bastante uniformemente de un intenso color amarillo hasta uno poco frecuente, creando lo que podría llamar diferentes tonos de amarillo.

Este trabajo fue seguido por muchos otros sobre temas diversos: acerca de la lluvia y el rocío y el origen de manantiales; sobre el calor; el color del cielo; el vapor; los verbos auxiliares y participios del idioma inglés; y sobre la reflexión y la refracción de la luz.
Esta ceguera a ciertos colores dificultó en ocasiones su trabajo científico, especialmente en el laboratorio, donde confundía los frascos de reactivos. Sin embargo, esto no le impedía defender ideas con firmeza en sus escritos.
Otra muestra de esta ceguera que le acompañó toda su vida ocurrió en 1832, cuando fue a conocer al rey Guillermo IV y lució una vestimenta académica escarlata (rojo), un color nada habitual para un hombre de su discreción. La razón: Dalton la veía de color gris oscuro, por lo que poco le importó la sorpresa que ese día causó entre sus conocidos. El daltonismo fue descrito por primera vez por el propio John Dalton en 1808. Al igual que su hermano, sufría de esta alteración genética que en términos simples le impedía percibir colores como el rojo y el verde.

## Leyes de los gases

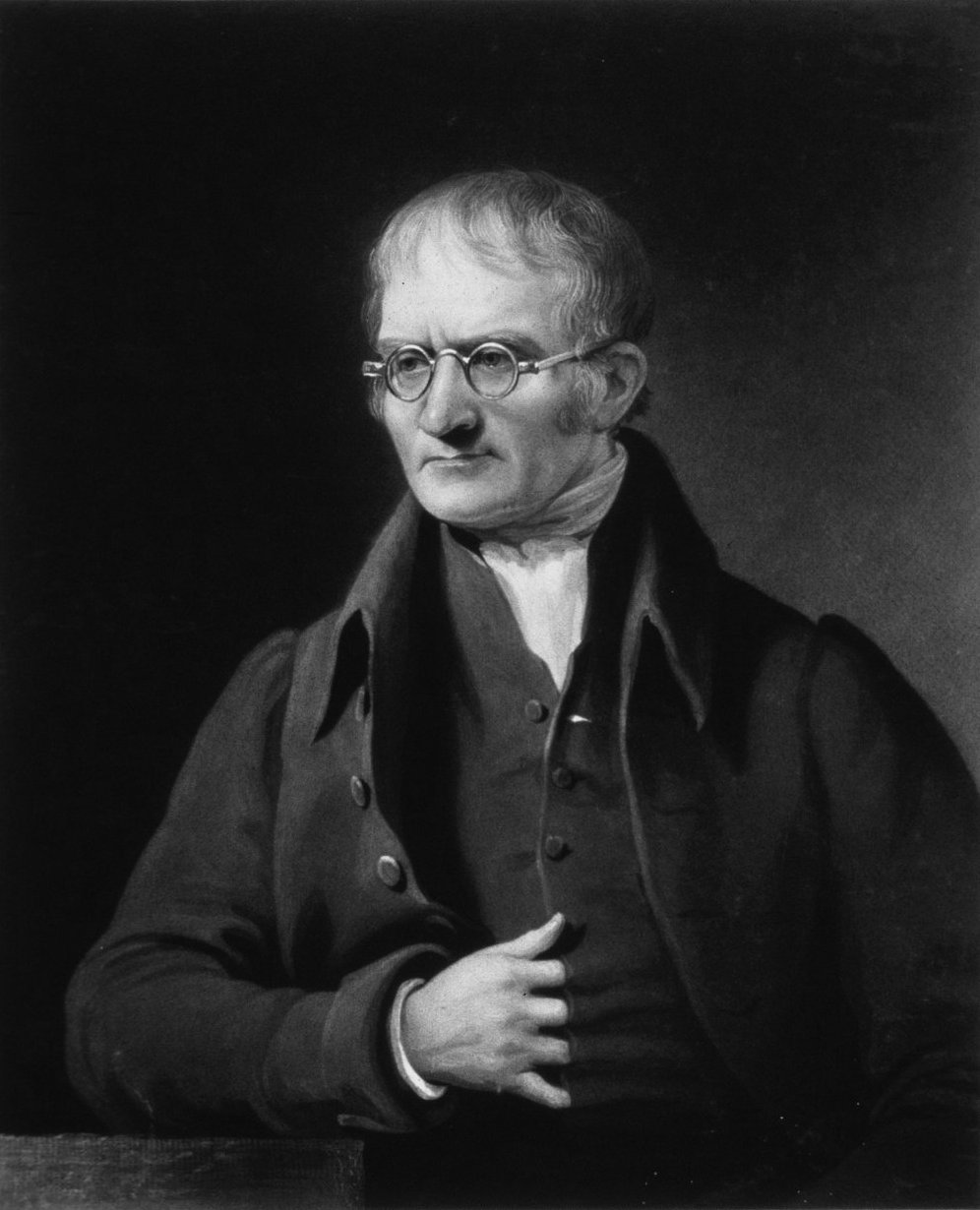
Dalton con gafas, retratado por Charles Turner en 1834

En 1800, Dalton se convirtió en secretario de la Sociedad Filosófica y Literaria de Mánchester, y al año siguiente dio una serie de conferencias, bajo el título Ensayos experimentales, sobre la constitución de las mezclas de gases; sobre la presión de vapor de agua y otros vapores a diferentes temperaturas, tanto en el vacío como en aire; sobre la evaporación, y acerca de la expansión térmica de los gases. Estos cuatro artículos fueron publicados en las Memorias de la «Lit & Phil» correspondientes a 1802.
El segundo de estos ensayos comienza con una observación sorprendente:

Apenas pueden caber dudas acerca de la reductibilidad de fluidos elásticos de cualquier tipo en líquidos, y no debemos perder la esperanza de conseguirlo aplicando bajas temperaturas y adicionalmente fuertes presiones sobre los gases sin mezclar.

Después de describir estos experimentos para determinar la presión de vapor de agua en varios puntos entre 0 y 100 °C (32 y 212 °F), Dalton llegó a la conclusión a partir de las observaciones de la presión de vapor de seis líquidos diferentes, que la variación de la presión de vapor para todos los líquidos es equivalente, para la misma variación de la temperatura, determinados a partir de vapor a cualquier presión.
En el cuarto ensayo, Dalton anota:

No veo ninguna razón por la que no podamos concluir que todos los fluidos compresibles bajo la misma presión se expanden igualmente por el calor, y que para cualquier expansión de mercurio, la correspondiente expansión del aire es proporcionalmente algo menor a mayor temperatura. Parece, por tanto, que es más probable que las leyes generales con respecto de la cantidad absoluta y la naturaleza del calor sean derivadas de los fluidos elásticos más que de otras sustancias.

## La teoría atómica

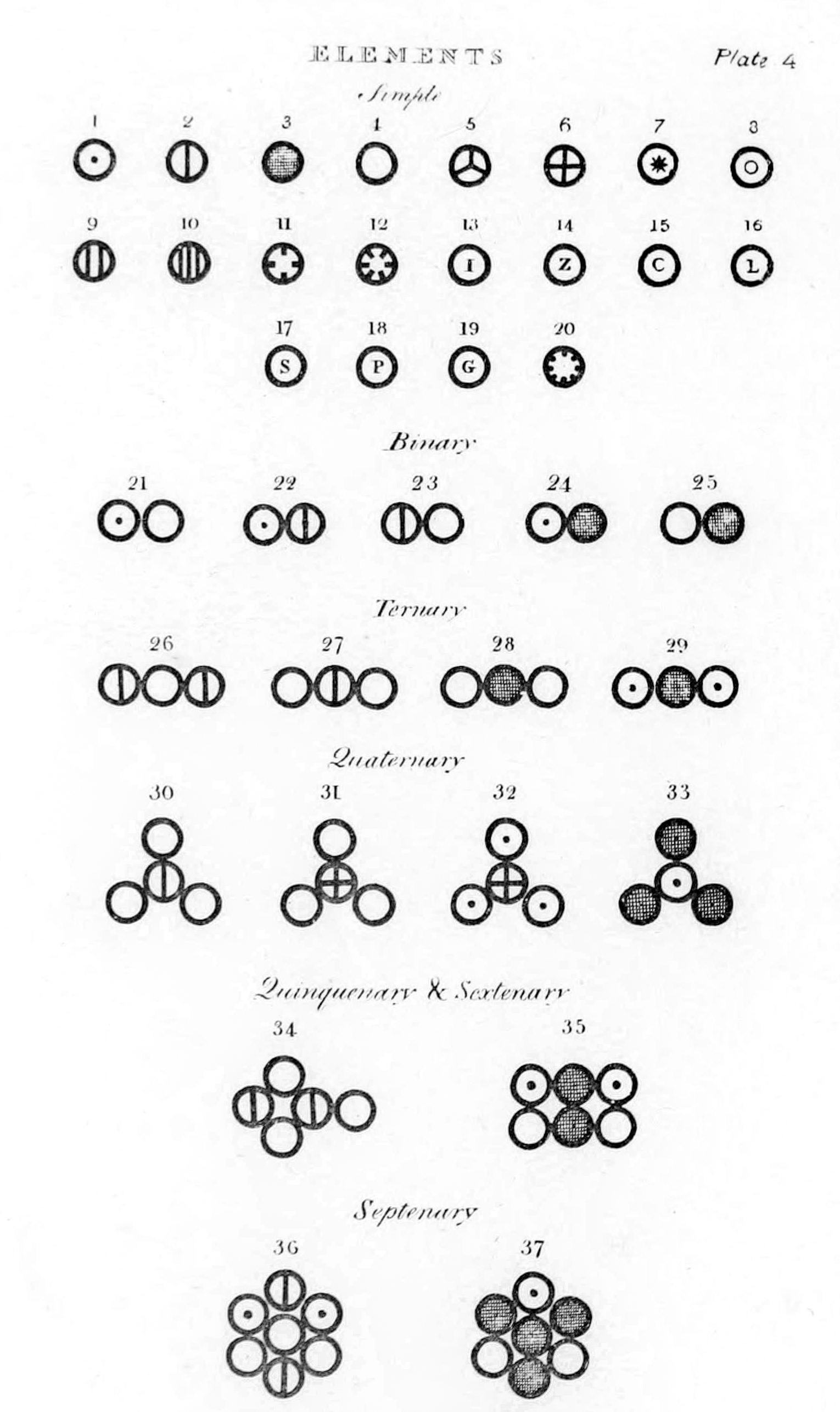
Varios átomos y moléculas representadas en el libro de Dalton titulado A New System of Chemical Philosophy (1808).

La más importante de todas las investigaciones de Dalton fue la teoría atómica, que está indisolublemente asociada a su nombre. Se ha propuesto que esta teoría se la sugirieron, o bien sus investigaciones sobre el etileno y el metano  o los análisis que realizó del óxido nitroso y del dióxido de nitrógeno (dióxido de ázoe), puntos de vista que descansan en la autoridad de Thomas Thomson. Sin embargo, un estudio de los cuadernos de laboratorio de Dalton, descubiertos en la sede de la «Lit & Phil», llegó a la conclusión de que, lejos de haber sido guiado a la idea de que la combinación química consiste en la interacción de los átomos de peso definido y característico por su búsqueda de una explicación de la ley de las proporciones múltiples; la idea de los átomos surgió en su mente como un concepto puramente físico, inducido por el estudio de las propiedades físicas de la atmósfera y de otros gases. Los primeros indicios de esta idea se encuentran al final de su nota ya mencionada sobre la absorción de gases, que fue leída el 21 de octubre de 1803, aunque no se publicó hasta 1805. Aquí dice:

¿Por qué un determinado volumen de agua no admite el mismo volumen de cualquier tipo de gas? He reflexionado profundamente sobre esta cuestión y, aunque no me satisface completamente la respuesta, estoy casi convencido de que tal circunstancia depende del peso y de la cantidad de las partículas últimas constituyentes de los diferentes gases.

### Pesos atómicos
Dalton fue el primero en publicar una tabla de pesos atómicos relativos. Seis elementos aparecen en esta tabla: hidrógeno, oxígeno, nitrógeno, carbono, azufre y fósforo, atribuyendo convencionalmente al átomo de hidrógeno el peso de una unidad. Dalton no proporciona ninguna indicación en este primer artículo de cómo había realizado sus cálculos. Sin embargo, en una entrada de su cuaderno de laboratorio fechada el 6 de septiembre de 1803, aparece una lista en la que se establecen los pesos relativos de los átomos de una serie de elementos, que se derivan del análisis del agua, amoniaco, dióxido de carbono y otros compuestos ya realizados por los químicos de la época.
Parece, entonces, que al enfrentarse con el problema de calcular el diámetro relativo de los átomos, que tenía la convicción de que eran los componentes básicos de todos los gases, utilizó los resultados de análisis químicos. A partir de la suposición de que la combinación se realiza siempre en la forma más sencilla posible, llegó a la idea de que la combinación química se lleva a cabo entre partículas de diferentes pesos, y es este enfoque experimental lo que diferencia su teoría de las especulaciones de los filósofos atomistas de la antigüedad, como Demócrito y Lucrecio.[cita requerida]
La extensión de esta idea a las sustancias en general necesariamente lo llevó a formular la ley de las proporciones múltiples, que fue brillantemente confirmada de forma experimental. Cabe señalar que en un documento sobre la proporción de los gases o fluidos elásticos que constituyen la atmósfera, que leyó en noviembre de 1802, la ley de las proporciones múltiples parece ser anticipada en las palabras siguientes: «Los elementos de oxígeno pueden combinarse con una cierta proporción de gas nitroso o con el doble de esa parte, pero no por cantidad intermedia», pero hay razones para sospechar que esta frase fue añadida algún tiempo después de la lectura del documento, que no fue publicado hasta 1805.
En su obra Un nuevo sistema de filosofía química (1808) los compuestos fueron enumerados como binarios, ternarios, cuaternarios, etc, en función del número de átomos que el compuesto tenía en su forma más simple, la forma empírica.
Planteó la hipótesis de que la estructura de los compuestos siempre responde a proporciones que se pueden expresar con números enteros. Por lo tanto, un átomo del elemento X con la combinación de un átomo del elemento Y es un compuesto binario. Por otra parte, un átomo del elemento X con la combinación de dos elementos de Y o viceversa, es un compuesto ternario. Aunque no siempre, muchas de las primeras formulaciones de compuestos realizadas por Dalton en Un nuevo sistema de filosofía química resultaron exactas y son las que se usan en la actualidad.

### Los cinco puntos principales de la teoría atómica de Dalton
1. Los elementos están constituidos de partículas diminutas llamadas átomos que son indestructibles e indivisibles.
2. Todos los átomos de un determinado elemento son idénticos.
3. Los átomos de un elemento son diferentes de los de cualquier otro elemento, y los átomos de elementos diferentes se pueden distinguir unos de otros por sus respectivos pesos atómicos relativos.
4. Los átomos de un elemento se combinan con los átomos de otros elementos para formar compuestos químicos, y un compuesto dado siempre tiene el mismo número relativo de tipos de átomos.
5. Los átomos no se pueden crear ni dividir en partículas más pequeñas, ni se destruyen en el proceso químico. Una reacción química simplemente cambia la forma en que los átomos se agrupan.

Dalton propuso adicionalmente un «principio de máxima simplicidad» que encontró resistencia para ser aceptado, ya que no podía ser confirmado de forma independiente:

Cuando los átomos se combinan siempre en la misma proporción, «... se debe presumir que forman una unión binaria, a menos que haya una razón de peso para suponer lo contrario».

Esto no era más que una suposición derivada de la fe en la simplicidad de la naturaleza. No había pruebas a disposición de los científicos para deducir cuántos átomos de cada elemento se combinan para formar moléculas de compuestos. Pero esta o alguna regla de cualquier otro tipo era absolutamente necesaria para el desarrollo cualquier teoría incipiente, ya que era necesario presuponer una fórmula molecular para calcular los pesos atómicos relativos. En cualquier caso, a Dalton este «principio de máxima simplicidad» le hizo suponer equivocadamente que la fórmula del agua era OH y la del amoniaco NH.
A pesar de la incertidumbre en el corazón de la teoría atómica de Dalton, los principios de su teoría sobrevivieron. Sin duda, la convicción de que los átomos no se pueden subdividir, crear, o dividirse en partículas más pequeñas cuando se combinan, separan o reorganizan en las reacciones químicas es incompatible con la existencia de la fusión nuclear y la fisión nuclear, pero estos procesos son reacciones nucleares y no reacciones químicas. Además, la idea de que todos los átomos de un elemento son idénticos en sus propiedades físicas y químicas no es exacta: como ahora sabemos los diferentes isótopos de un elemento tienen diferentes pesos. A pesar de todo, Dalton había creado una teoría enormemente potente y fructífera. De hecho, la innovación de Dalton fue tan importante para el futuro de la ciencia como lo sería la misma experiencia de la química moderna realizada por Lavoisier.

### Teoría de Dalton
Dalton tomó como punto de partida una serie de evidencias experimentales conocidas en su época:
- Las sustancias elementales no pueden descomponerse.
- Las sustancias, simples o compuestas, tienen siempre las mismas propiedades características.
- Los elementos no desaparecen al formarse un compuesto, pues se pueden recuperar por descomposición de este.
- La masa se conserva en las reacciones químicas (afirmación que provenía de la Ley de conservación de la masa del químico francés Lavoisier).
- La proporción de los elementos que forman un compuesto es constante (principio que provenía de la Ley de las proporciones definidas del también químico francés Proust).

Para explicar estos hechos propuso las siguientes hipótesis:
- La materia es discontinua; está formada por átomos que son partículas indivisibles.
- Todos los átomos de un mismo elemento son iguales, tienen la misma masa y átomos de diferentes elementos difieren en su masa.
- Los átomos de diferentes elementos se combinan para formar "moléculas".
- Los cambios químicos son cambios en las combinaciones de los átomos entre sí, los átomos no se crean ni se destruyen.
- Los átomos que se combinan para formar un compuesto lo hacen siempre en la misma proporción, que será la Ley de las proporciones múltiples.

La contribución de Dalton no fue proponer una idea asombrosamente original, sino formular claramente una serie de hipótesis sobre la naturaleza de los átomos que señalaban la masa como una de sus propiedades fundamentales, y preocuparse por probar tales ideas mediante experimentos cuantitativos.

## Cráter lunar
- El cráter lunar Dalton lleva este nombre en su honor.